# Невеста и жених (картина)
«Невеста и жених» (фр. Les Epoux Heureux) — картина итальянского художника Амедео Модильяни.
Модильяни писал в основном индивидуальные портреты. Эта картина является одним из редких исключений. Поэт Жан Кокто утверждал, что сюжет навеян образом пары нуворишей, которую Модильяни увидел на улице. Оба элегантно одеты, на мужчине вечерний костюм с высоким белым воротничком и галстуком-бабочкой. Под верхним краем картины виден ободок его шляпы. Серьги женщины чуть больше, чем могла бы ей позволить элегантная скромность. Пара выглядит слишком кричаще, чтобы претендовать на полную серьёзность. Разница в возрасте, возможно, подчёркивает иронию названия картины. Пара из стареющего повесы и молодой содержанки является распространённым мотивом в живописи.
Необычным в композиции картины является и то, как расположены фигуры. В нижнем левом углу видны только голова и плечи женщины, тогда как мужчина в правой части картины изображён от груди до головы, а его макушка не умещается на холсте. Ясно видно чередование «пустого» пространства и более детально прорисованными частями.
Геометрические упрощения лиц говорят о влиянии кубизма и в то же время напоминают строгость африканских масок — страстного увлечения Модильяни. Подпись художника в правом нижнем углу выполнена заглавными буквами и обведена рамкой как отдельный изобразительный элемент.